# Gustav Noske
Gustav Noske (Brandeburgo sulla Havel, 9 luglio 1868 – Hannover, 30 novembre 1946) è stato un politico tedesco, esponente della SPD, ministro della difesa della Germania dal 1919 al 1920.

## Biografia
Dopo aver fatto parte del movimento sindacale si iscrisse al Partito Socialdemocratico di Germania (SPD) e nel 1906 venne eletto al Reichstag.

### Lotta contro il bolscevismo
Alla fine della prima guerra mondiale, Noske si distinse per i suoi attacchi contro i bolscevichi e l'ala sinistra del suo partito. Nel 1919, nominato ministro della difesa, non esitò a incoraggiare l'azione di gruppi paramilitari ultranazionalisti (in particolare i Freikorps) per contrastare il diffondersi del bolscevismo nella Repubblica di Weimar. Nel gennaio 1919 i Freikorps, assieme alle truppe della Reichswehr guidate dal generale Walther von Lüttwitz, repressero nel sangue la rivolta della Lega Spartachista.

### Opposizione al nazismo
Nel 1920, dopo la fine della sua esperienza di governo, Noske venne nominato governatore della provincia di Hannover. Nel 1933 fu costretto alle dimissioni per contrasti con il nuovo governo tedesco guidato da Adolf Hitler. 
Nel 1944 venne arrestato dalla Gestapo con l'accusa di aver partecipato all'attentato a Hitler del 20 luglio 1944. Dopo la fine della seconda guerra mondiale Noske venne liberato dalle truppe alleate. Visse per qualche tempo a Francoforte e morì mentre stava preparando una conferenza che avrebbe dovuto tenere negli Stati Uniti d'America.